# Pyramide von Cholula
Koordinaten: 19° 3′ 27″ N, 98° 18′ 7″ W

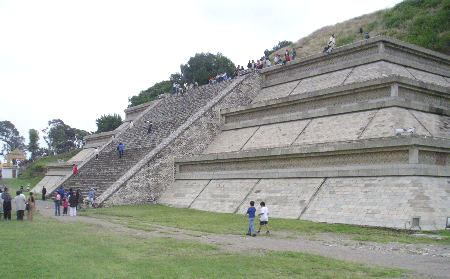
Restaurierte Westseite der Pyramide

Die Pyramide von Cholula ist dem Volumen nach die größte bekannte Pyramide der Welt.

## Namensgebung
Wie bei den meisten präkolumbischen Tempeln auf dem amerikanischen Kontinent ist der ursprüngliche Name des Bauwerkes nicht mehr bekannt. In Mexiko ist die Pyramide als „Gran Pirámide de Cholula“ bekannt, was zur deutschen Übersetzung „große Pyramide von Cholula“ führt. Weitere geläufige Namen sind: Tlachihualtepetl (Nahuatl für „menschengemachter Berg“) und Teocalli (Nahuatl für „Haus der Götter“), wobei letzterer für viele Pyramiden in Mexiko verwendet wird.

## Geografie
Die Pyramide steht in San Andrés Cholula, einem Vorort von Puebla. Die Ebene von Cholula liegt in einem zentralmexikanischen Tal auf 2.175 m Höhe. Im Westen wird das Tal von den Vulkanen Popocatépetl und Iztaccíhuatl begrenzt. Im Norden befindet sich der inaktive Vulkan La Malinche und im Osten des Tals ragt der 5.747 m hohe Pico de Orizaba empor, welcher zur Sierra Nevada zählt. Die Ebene wird durch den Fluss Atoyac entwässert, der heute durch Puebla fließt und mit dem See Valsequillo verbunden ist.

## Ausmaße
Das vorhispanische Bauwerk hat ein Volumen von etwa 4,45 Mio. Kubikmetern mit einer Grundfläche von 450 × 450 m. Allerdings ist es mit der jetzigen Höhe von 66 m deutlich kleiner als die Cheops-Pyramide in Ägypten und auch vier Meter niedriger als die Sonnenpyramide in Teotihuacán. Die Ausgrabungen zeigen jedoch, dass sie früher höher gewesen sein muss. Die oberste der vier Plattformen, auf der jetzt eine Kirche steht, ist sehr groß und auch die untersten Stufen liegen noch einige Meter unter dem heutigen Erdboden.

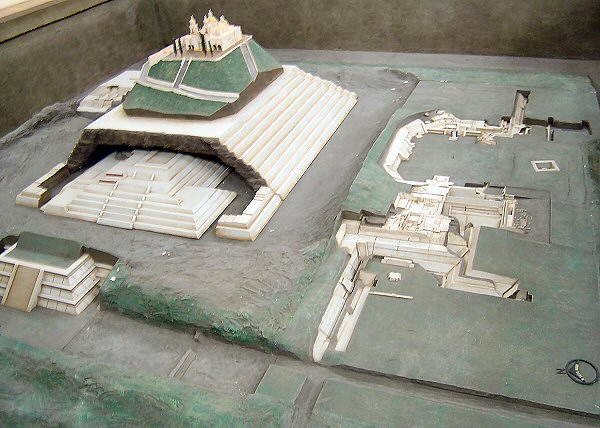
Modell der Pyramide

## Geschichte
In Cholula wurden erste Besiedlungen ab dem 3. Jahrhundert v. Chr. nachgewiesen und von einem unbekannten Volk mit den Arbeiten an dem Quetzalcoatl gewidmeten Tempel-Pyramidenkomplex begonnen. Mehrere Jahrhunderte lang bis etwa 750 n. Chr. bauten verschiedene Völker daran, unter anderem die Olmeca-Xicalanca (nicht zu verwechseln mit den Olmeken). Später nutzten die Träger der Ñuiñe-Kultur (Chichimeken und Tolteken) die Pyramide weiter.
Die Beschreibungstafeln auf dem Ausgrabungsgelände geben an, dass die Pyramide alle 52 Jahre erweitert wurde. Die Zahl 52 hatte in den mesoamerikanischen Kulturen eine besondere Bedeutung und lässt sich in vielen Bereichen wiederfinden.
Die erste Pyramide, welche aus Lehmziegeln gebaut wurde, hatte eine Seitenlänge von 190 m und eine Höhe von ca. 34 m. Sie war genauso wie die etwa zur gleichen Zeit in 100 km Entfernung errichteten Pyramiden von Teotihuacán um 17 Grad in nordöstlicher Richtung ausgerichtet.
Die letzten (5. bis 7.) Überbauten im 8. Jahrhundert mit der Endgröße von ca. 450 × 450 m wurden im Talud-Tablero-Stil errichtet, was auf eine starke Verbindung zu den Erbauern der Teotihuacán-Anlage schließen lässt, weil dieser Baustil dort dominiert. Ab dem 8. Jh. verzeichnete die Stadt, abermals parallel zu Teotihuacán, einen drastischen Bevölkerungsrückgang von in der Blüte 100.000 Einwohnern. Das Riesenmonument wurde danach nicht mehr weitergebaut (Ende der klassischen Periode) und die Pyramide wuchs teilweise zu. (Anderweitig in der Stadt wurde in der Postklassik aber noch sakral gebaut, etwa im 12. Jahrhundert von den Tolteken).
Nach der spanischen Eroberung wurde im 16. Jahrhundert auf der Pyramidenspitze die Kirche „Iglesia de Nuestra Señora de los Remedios“ errichtet. 1804 bestimmte Alexander von Humboldt vor Ort die Höhe und geographische Position der mehrfach überbauten Anlage.

## Forschung

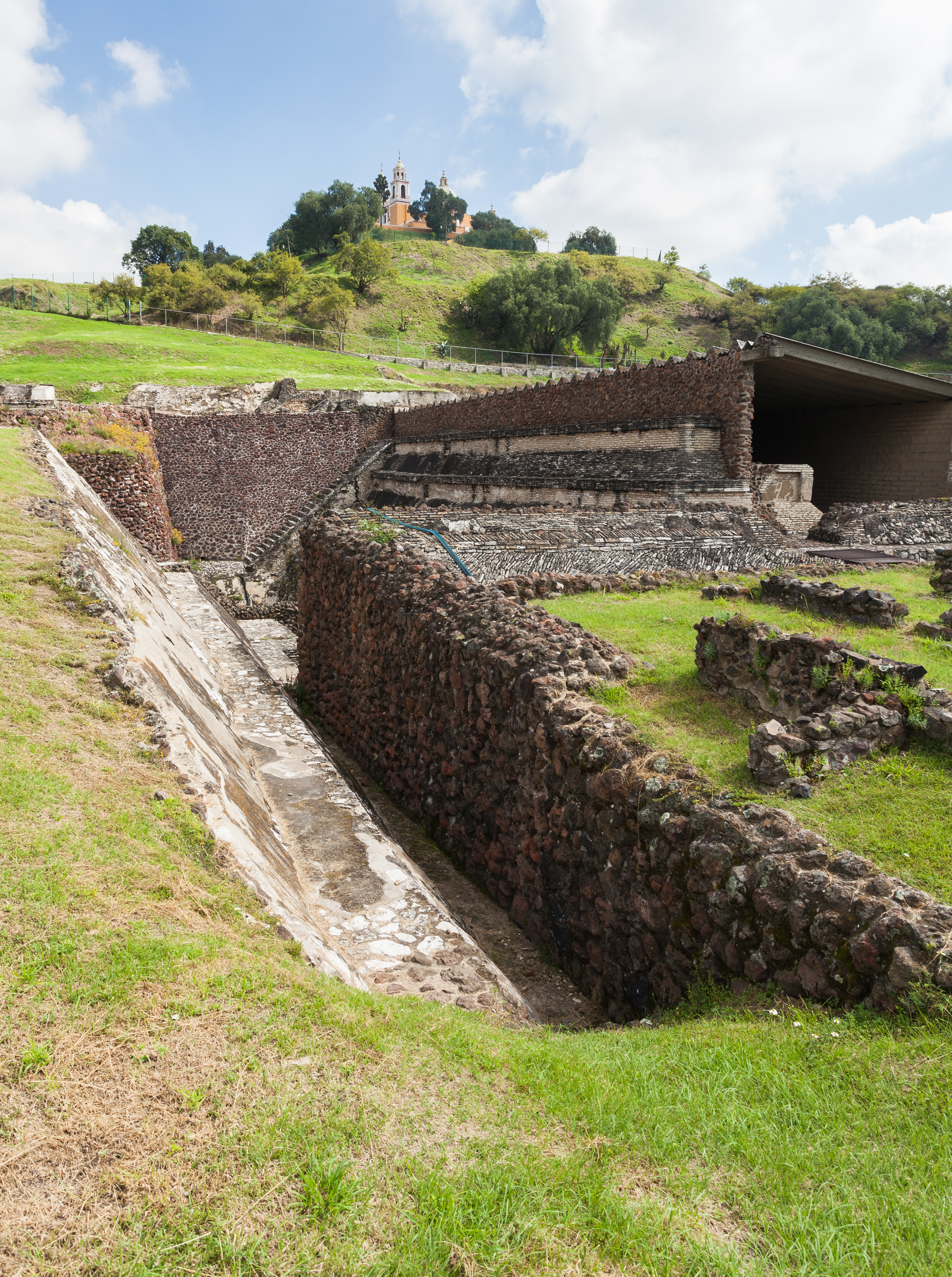
Pyramide mit Kirche „Santa Maria de los Remedios“ auf der Spitze

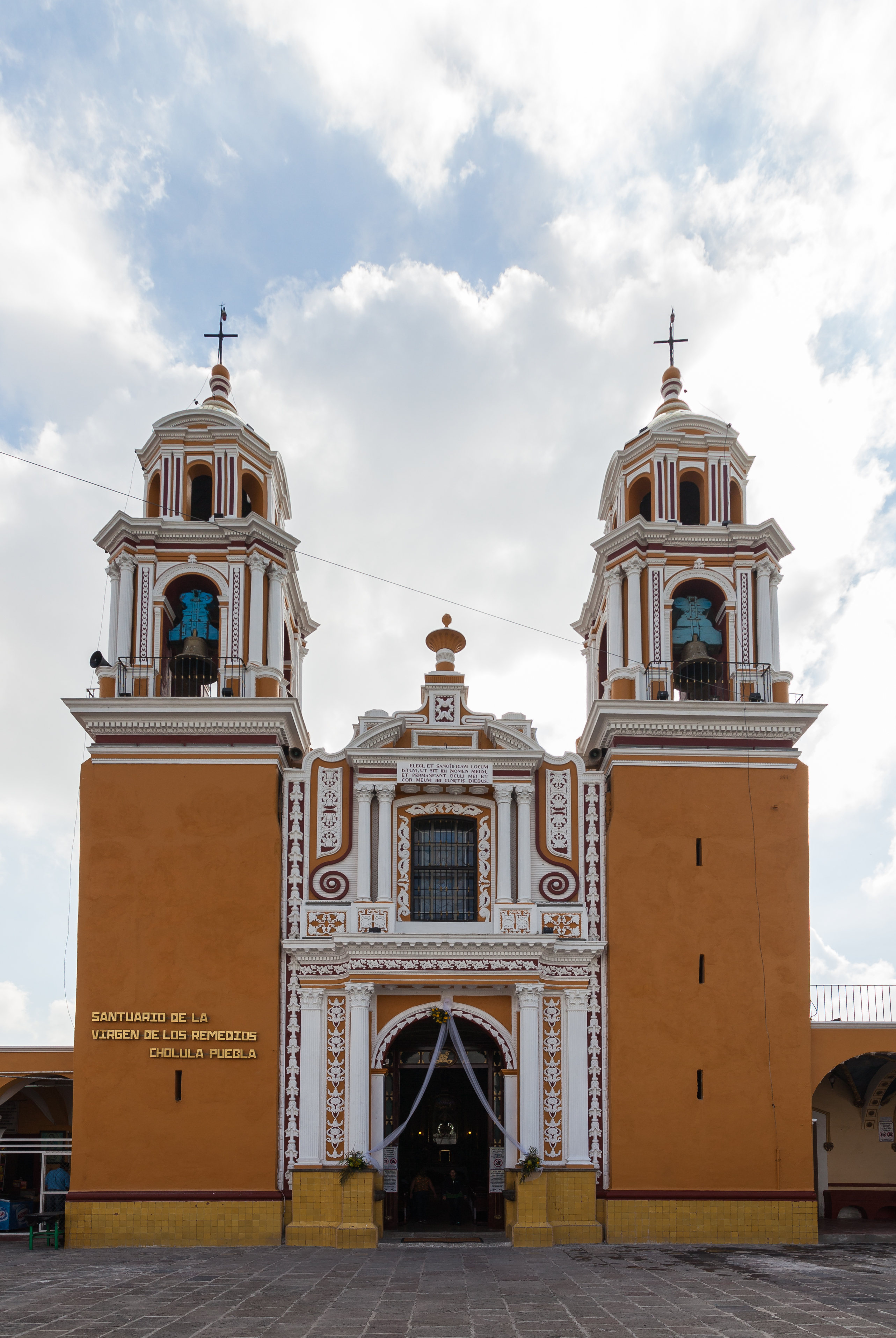
Santa Maria de los Remedios auf der Pyramidenspitze aus der Nähe

Die Pyramide wird schon seit 1917 wissenschaftlich erforscht. Der in der Nähe gefundene 10 Tonnen schwere Hauptaltar deutet darauf hin, dass sie dem Gott Quetzalcoatl (coatl = Schlange, quetzalli = grüne Feder) gewidmet wurde. Diese mysteriöse Gottheit wurde von vielen mesoamerikanischen Völkern verehrt. Von 1931 bis 1956 wurde unter Leitung von Ignacio Marquina ein begehbares Tunnelsystem angelegt. Diese 8 Kilometer langen Tunnel wurden vor allem in das Innere der Pyramide gegraben, um die verschiedenen Überbauungsschichten nachvollziehen zu können. Hierbei wurden mindestens fünf Bauphasen identifiziert, die in dem für Touristen zugänglichen Teil gut erkennbar sind. 1966 wurde damit begonnen, Teile des Tempels wieder freizulegen. Heute kann man daher an der West- und Südseite die Pyramide wieder als solche begreifen. Es ist nicht abschließend geklärt, warum die Pyramide heute eher einem dicht bewucherten Berg gleicht als einem Bauwerk von menschlicher Hand. Einige Quellen berichten, dass Hernán Cortés sie zuschütten ließ und mit den Steinen einiger nahegelegener kleinerer Pyramiden die christliche Kirche „Santa Maria de los Remedios“ auf ihr errichten ließ. Die Reste der kleineren Pyramiden in der direkten Umgebung sind von der Kirche aus noch sichtbar. Andere Berichte sagen, dass die Pyramide bei Cortés’ Ankunft bereits nicht mehr als solche erkennbar war und er diese deshalb auch nicht zerstörte.